# Pingüí de Magallanes
El pingüí de Magallanes (Spheniscus magellanicus) és un ocell marí de la família dels esfeníscids (Spheniscidae). Va ser un dels primers pingüins vists per europeus, durant el viatge de Fernando de Magallanes (1519 – 1522).

## Morfologia
- És un pingüí mitjà que fa 61 – 76 cm de llargària i un pes de 2,7 – 6,5 kg.[2][3]
- Gris pissarra per sobre i blanc per sota.
- Cap i coll negre, amb la barbeta blanca i una franja blanca des de la base del bec, per sobre de l'ull, corbant-se cap a baix i creuant el coll per davant.
- Un collar negre creua el pit, i una mica més baix, una franja negra en forma de U invertida també el creua i s'estén cap a baix fins als flancs.
- Bec negrós, potes negroses amb taques clares.
- Els joves són semblants, però la gola i la franja pectoral són grises.

## Hàbitat i distribució
D'hàbits pelàgics cria en la zona meridional d'Amèrica del Sud, des del centre de Xile i sud de l'Argentina, cap al sud fins Terra del Foc i Cap d'Hornos. Illes Juan Fernández i Malvines. Fora de l'època de cria es dispersa fins a l'altura del nord de Xile, al Pacífic i l'est del Brasil a l'Atlàntic.

## Reproducció
En l'època de cria, es reuneixen en grans colònies a les costes de l'Argentina, sud de Xile i les Illes Malvines, amb una densitat de 20 nius per cada 100 metres quadrats. Una de les més grans d'aquestes colònies és la de Punta Tombo. Formen parelles per vida i reutilitzen el niu de l'any anterior. Els nius es construeixen sota arbusts o en caus. Ponen dos ous que coven 39 - 42 dies, en què els pares fan torns de 10-15 dies. Els dos pares curen dels pollets durant 29 dies i són alimentats cada dos o tres dies.

## Alimentació
S'alimenten de sípies, sardines, calamars, krill i altres crustacis.